# Hello! Pro Egg
Le Hello! Pro Egg (ハロプロエッグ) est un ensemble d'apprenties-idoles japonaises, composé au départ de 32 fillettes et adolescentes japonaises surnommées eggs (œufs), sélectionnées en juin 2004 lors d'une audition nationale dans le cadre du Hello! Project. Elles sont formées par l'agence de talents Up-Front au chant, à la danse et à la comédie, dans le but de devenir des idols et éventuellement intégrer par la suite des groupes du H!P. En attendant, elles participent aux concerts et émissions du H!P en tant que danseuses et choristes. Quelques-unes ont déjà été intégrées à des groupes du H!P et parfois graduées, certaines sont parties, et de nouvelles eggs sont parfois sélectionnées lors d'auditions ultérieures, d'où un effectif sans cesse modifié.
L'ensemble est officiellement renommé Hello! Pro Kenshūsei (ハロ!プロ研修生) en janvier 2012.

## Membres
- Yurika Asano (浅野優莉花, Asano Yurika?)
- Chihiro Miyakoshi (宮越千尋, Miyakoshi Chihiro?)
- Itsuki Nishimura (西村乙輝, Nishimura Itsuki?)
- Mano Otsubo (大坪茉乃, Otsubo Mano?)
- Hikari Yoshida (吉田光里, Yoshida Hikari?)
- Meisa Sugihara (杉原明紗, Sugihara Meisa?)
- Rua Hattori (服部琉愛, Hattori Rua?)
- Aoi Sakamoto (坂本葵花, Sakamoto Aoi?)
- Moa Suzuki (鈴木もあ, Suzuki Moa?)
- Hanano Ishikawa (石川華望, Ishikawa Hanano?)
- Karin Nemoto (根本花凛, Nemoto Karin?)
- Riho Miyazaki (宮﨑理帆, Miyazaki Riho?)
- Airi Ohno (大野愛莉, Ohno Airi?)
- Aika Higuchi (樋口愛海, Higuchi Aika?)
- Sara Someya (染谷彩良, Someya Sara?)

### Ex-membres Ayant débuté
- Yui Okada (岡田唯, Okada Yui?), rejoint V-u-den le 10 août 2004
- Kanna Arihara (有原栞菜, Arihara Kanna?), rejoint °C-ute le 2 janvier 2006
- Kanami Morozuka (諸塚香奈実, Morozuka Kanami?), rejoint THE Possible le 2 août 2006
- Aina Hashimoto (橋本愛奈, Hashimoto Aina?), rejoint THE Possible le 2 août 2006
- Yurika Akiyama (秋山ゆりか, Akiyama Yurika?), rejoint THE Possible le 2 août 2006
- Kaede Ose (大瀬楓, Ose Kaede?), rejoint THE Possible le 30 septembre 2006
- Robin Shōko Okada (岡田ロビン翔子, Okada Robin Shōko?), rejoint THE Possible le 1er octobre 2006
- Yuki Gotō (後藤夕貴, Goto Yuki?), rejoint THE Possible le 1er octobre 2006
- Lin Lin (リンリン, Linlin?), rejoint Morning Musume le 15 mars 2007
- Miki Korenaga (是永美記, Korenaga Miki?), rejoint Ongaku Gatas le 19 juin 2007
- Arisa Noto (能登有沙, Noto Arisa?), rejoint Ongaku Gatas le 19 juin 2007
- Minami Sengoku (仙石みなみ, Sengoku Minami?), rejoint Ongaku Gatas le 19 juin 2007
- Yuri Sawada (澤田由梨, Sawasa Yuri?), rejoint Ongaku Gatas le 19 juin 2007
- Mika Mutō (武藤水華, Muto Mika?), rejoint Ongaku Gatas le 19 juin 2007
- Erina Mano (真野恵里菜, Mano Erina?), rejoint Ongaku Gatas le 19 juin 2007, puis en solo depuis mars 2008
- Ayaka Wada (和田彩花, Wada Ayaka?), rejoint S/mileage le 4 avril 2009
- Yūka Maeda (前田憂佳, Maeda Yūka?), rejoint S/mileage le 4 avril 2009
- Kanon Fukuda (福田花音, Fukuda Kanon?), rejoint S/mileage le 4 avril 2009
- Saki Ogawa (小川紗季, Ogawa Saki?), rejoint S/mileage le 4 avril 2009
- Mizuki Fukumura (譜久村聖, Fukumura Mizuki?), rejoint Morning Musume le 2 janvier 2011
- Akari Takeuchi (竹内朱莉, Akari Takeuchi?), rejoint S/mileage le 14 août 2011
- Rina Katsuta (勝田里奈, Katsuta Rina?), rejoint S/mileage le 14 août 2011
- Haruka Kudō (工藤遥, Kudō Haruka?), rejoint Morning Musume le 29 septembre 2011
- Sakura Oda (小田さくら, Oda Sakura?), rejoint Morning Musume le 14 septembre 2012
- Karin Miyamoto (宮本佳林, Miyamoto Karin?), rejoint Juice=Juice le 3 février 2013
- Sayuki Takagi (高木紗友希, Takagi Sayuki?), rejoint Juice=Juice le 3 février 2013
- Aina Otsuka (大塚愛菜, Otsuka Aina?), rejoint Juice=Juice le 3 février 2013
- Akari Uemura (植村あかり, Uemura Akari?), rejoint Juice=Juice le 3 février 2013
- Tomoko Kanazawa (金澤朋子, Kanazawa Tomoko?), rejoint Juice=Juice le 3 février 2013
- Maria Makino (牧野真莉愛?), rejoint Morning Musume le 30 septembre 2014
- Akane Haga (羽賀朱音?), rejoint Morning Musume le 30 septembre 2014
- Mizuki Murota (室田瑞希, Murota Mizuki?), rejoint ANGERME le 4 octobre 2014
- Rikako Sasaki (佐々木 莉佳子, Sasaki Rikako?), rejoint ANGERME le 4 octobre 2014
- Maho Aikawa (相川茉穂, Aikawa Maho?), rejoint ANGERME le 4 octobre 2014
- Manaka Inaba (稲場愛香, Inaba Manaka?), rejoint Country Girls le 5 novembre 2014, puis Juice=Juice le 13 juin 2018
- Risa Yamaki (山木梨沙, Yamaki Risa?), rejoint Country Girls le 5 novembre 2014
- Ayano Hamaura (浜浦彩乃, Hamaura Ayano?), rejoint Kobushi Factory le 2 janvier 2015
- Natsumi Taguchi (田口夏実, Taguchi Natsumi?), rejoint Kobushi Factory le 2 janvier 2015
- Rena Ogawa (小川麗奈, Ogawa Rena?), rejoint Kobushi Factory le 2 janvier 2015
- Minami Nomura (野村みな美, Nomura Minami?), rejoint Kobushi Factory le 2 janvier 2015
- Sakurako Wada (和田桜子, Wada Sakurako?), rejoint Kobushi Factory le 2 janvier 2015
- Rio Fujii (藤井梨央, Fujii Rio?), rejoint Kobushi Factory le 2 janvier 2015
- Ayaka Hirose (広瀬彩海, Hirose Ayaka?), rejoint Kobushi Factory le 2 janvier 2015
- Rei Inoue (井上玲音, Inoue Rei?), rejoint Kobushi Factory le 2 janvier 2015, puis Juice=Juice le 1er avril 2020
- Riko Yamagishi (山岸理子, Yamagishi Riko?), rejoint Tsubaki Factory le 29 avril 2015
- Yumeno Kishimoto (岸本ゆめの, Kishimoto Yumeno?), rejoint Tsubaki Factory le 29 avril 2015
- Kisora Niinuma (新沼希空), Niinuma Kisora?), rejoint Tsubaki Factory le 29 avril 2015
- Kiki Asakura (浅倉樹々, Asakura Kiki?), rejoint Tsubaki Factory le 29 avril 2015
- Risa Ogata (小片リサ, Ogata Risa?), rejoint Tsubaki Factory le 29 avril 2015
- Ami Tanimoto (谷本安美, Tanimoto Ami?), rejoint Tsubaki Factory le 29 avril 2015
- Musubu Funaki (船木結, Funaki Musubu?), rejoint Country Girls le 5 novembre 2015
- Nanami Yanagawa (梁川奈々美, Yanagawa Nanami?), rejoint Country Girls le 5 novembre 2015, Juice=Juice le 26 juin 2017
- Momona Kasahara (笠原桃奈, Kasahara Momona?), rejoint ANGERME le 16 juillet 2016
- Saori Onoda (小野田紗栞, Onoda Saori?), rejoint Tsubaki Factory le 13 août 2016
- Mizuho Ono (小野瑞歩, Ono Mizuho?), rejoint Tsubaki Factory le 13 août 2016
- Mao Akiyama (秋山眞緒, Akiyama Mao?), rejoint Tsubaki Factory le 13 août 2016
- Kaede Kaga (加賀楓, Kaga Kaede?), rejoint Morning Musume le 12 décembre 2016
- Reina Yokoyama (横山玲奈, Yokoyama Reina?), rejoint Morning Musume le 12 décembre 2016
- Reina Ichioka (一岡怜奈, Ichioka Reina?), rejoint BEYOOOOONDS le 5 mai 2017
- Kurumi Takase (高瀬くるみ, Takase Kurumi?), rejoint BEYOOOOONDS le 5 mai 2017
- Momohime Kiyono (清野桃々姫, Kiyono Momohime?), rejoint BEYOOOOONDS le 5 mai 2017
- Ruru Danbara (段原瑠々, Danbara Ruru?), rejoint Juice=Juice le 26 juin 2017
- Ayano Kawamura (川村文乃, Kawamura Ayano?), rejoint ANGERME le 26 juin 2017
- Kokoro Maeda (前田こころ, Maeda Kokoro?), rejoint BEYOOOOONDS le 9 juin 2018
- Shiori Nishida (西田汐里, Nishida Shiori?), rejoint BEYOOOOONDS le 9 juin 2018
- Yuhane Yamazaki (山﨑夢羽, Yamazaki Yuhane?), rejoint BEYOOOOONDS le 9 juin 2018
- Rika Shimakura (島倉りか, Shimakura?), rejoint BEYOOOOONDS le 9 juin 2018
- Saya Eguchi (江口紗耶, Eguchi Saya?), rejoint BEYOOOOONDS le 9 juin 2018
- Minami Okamura (岡村美波, Okamura Minami?), rejoint BEYOOOOONDS le 9 juin 2018
- Riai Matsunaga (松永里愛, Matsunaga Riai?), rejoint Juice=Juice le 14 juin 2019
- Rin Hashisako (橋迫鈴, Hashisako Rin?), rejoint ANGERME le 3 juillet 2019
- Shion Tamenaga (為永幸音, Tamenaga Shion?), rejoint ANGERME le 2 novembre 2020
- Ebata Kisaki (江端妃咲, Kisaki Ebata?), rejoint Juice=Juice le 7 juillet 2021
- Runo Yofu (豫風瑠乃, Yofu Runo?), rejoint Tsubaki Factory le 7 juillet 2021
- Ichika Arisawa (有澤一華, Arisawa Ichika?), rejoint Juice=Juice le 7 juillet 2021
- Kirara Yonemura (米村姫良々, Yonemura Kirara?), rejoint OCHA NORMA le 12 décembre 2021
- Natsume Nakayama (中山夏月姫, Nakayama Natsume?), rejoint OCHA NORMA le 12 décembre 2021
- Nanami Kubota (窪田七海, Kubota Nanami?), rejoint OCHA NORMA le 12 décembre 2021
- Madoka Saito (斉藤円香, Saito Madoka?), rejoint OCHA NORMA le 12 décembre 2021
- Ruli Hiromoto (広本瑠璃, Hiromoto Ruli?), rejoint OCHA NORMA le 12 décembre 2021
- Miku Nishizaki (西﨑美空, Nishizaki Miku?), rejoint OCHA NORMA le 12 décembre 2021
- Momo Kitahara (北原もも, Kitahara Momo?), rejoint OCHA NORMA le 12 décembre 2021
- Yuki Hirayama (平山遊季, Hirayama Yuki?), rejoint ANGERME le 30 décembre 2021
- Sakura Ishiyama (石山咲良, Ishiyama Sakura?), rejoint Juice=Juice le 29 juin 2022
- Hana Goto (後藤花, Goto Hana?), rejoint ANGERME le 23 mai 2023
- Yukiho Shimoitani (下井谷幸穂, Shimoitani Yukiho?), rejoint ANGERME le 23 mai 202
- Mifu Kawashima (川嶋美楓, Kawashima Mifu?), rejoint Juice=Juice le 23 mai 2023
- Yulia Matsubara (松原ユリヤ, Matsubara Yulia?), rejoint Rosy Chronicle le 23 mai 2023
- Karin Onoda (小野田華凛, Onoda Karin?), rejoint Rosy Chronicle le 23 mai 2023
- Honoka Hashida (橋田歩果, Hashida Honoka?), rejoint Rosy Chronicle le 23 mai 2023
- Ayana Murakoshi (村越彩菜, Murakoshi Ayana?), rejoint Rosy Chronicle le 23 mai 2023
- Hasumi Uemura (植村葉純, Uemura Hasumi?), rejoint Rosy Chronicle le 23 mai 2023
- Hinoha Yoshida (吉田姫杷, Yoshida Hinoha?), rejoint Rosy Chronicle le 23 mai 2023
- Rena Kamimura (上村麗菜, Kamimura Rena?), rejoint Rosy Chronicle le 23 mai 2023
- Hana Shimakawa (島川波菜, Shimakawa Hana?), rejoint Rosy Chronicle le 16 juin 2024
- Yume Soma (相馬優芽, Soma Yume?), rejoint Rosy Chronicle le 16 juin 2024
- Niina Hayashi (林仁愛, Hayashi Niina?), rejoint Juice=Juice le 23 juin 2025
- Momoha Nagano (長野桃羽, Nagano Momoha?), rejoint ANGERME le 16 août 2025
- Itsuki Nishimura (西村乙輝, Nishimura Itsuki?), rejoint Tsubaki Factory le 16 août 2025

### Ex-membres
- Maho Oyanagi (大柳まほ, Oyanagi Maho?), graduée le 30 août 2005
- Miyuki Kawashima (川島幸, Kawashima Miyuki?), graduée le 14 septembre 2005
- Mirei Hashida (橋田三令, Hashida Mirei?), graduée le 10 juin 2007
- Manami Ogura (小倉愛実, Ogura Manami?), graduée le 7 août 2007
- Ayumi Yutoku (湯徳歩美, Yutoku Ayumi?), graduée le 30 novembre 2007
- Erina Aoki (青木英里奈, Aoki Erina?), graduée le 1er février 2009
- Azusa Sekine (関根梓, Sekine Azusa?), graduée le 12 mai 2009
- Anri Tanaka (田中杏里, Tanaka Anri?), quitte le 5 juin 2010
- Momoka Komine (古峰桃香, Komine Momoka?), graduée le 12 juin 2010
- Mia Sainen (西念未彩, Sainen Mia?), graduée le 29 juin 2010
- Asuna Okai (岡井明日菜, Okai Asuna?), graduée le 28 novembre 2010
- Irori Maeda (前田彩里, Maeda Irori?), graduée le 28 novembre 2010
- Tomomi Hirano (平野智美, Hirano Tomomi?), graduée le 28 novembre 2010
- Runa Kizawa (木沢瑠那, Kizawa Runa?), graduée le 28 novembre 2010
- Yuu Kikkawa (吉川友, Kikkawa Yuu?), graduée le 24 décembre 2010
- Saki Mori (森咲樹, Mori Saki?), graduée le 17 janvier 2011
- Konatsu Furukawa (古川小夏, Furukawa Konatsu?), graduée le 31 janvier 2011
- Sayaka Kitara (北原沙弥香, Kitahara Sayaka?), graduée le 9 mars 2011
- Azusa Sezake (瀬崎あずさ, Sezake Azusa?), graduée le 9 mars 2011
- Manami Arai (新井愛瞳, Arai Manami?), graduée le 9 mars 2011
- Ayano Sato (佐藤綾乃, Sato Ayano?), graduée le 9 mars 2011
- Akari Saho (佐保明梨, Saho Akari?), graduée le 18 avril 2011
- Wakana Nagasawa (長澤和奏, Nagasawa Wakana?), graduée le 11 septembre 2011
- Kanae Yamaga (山賀香菜恵, Yamaga Kanae?), graduée le 26 août 2012
- Minami Mogi (茂木美奈実, Mogi Minami?), graduée le 20 novembre 2012
- Rise Okamura (岡村里星, Okamura Rise?), graduée le 12 juin 2013
- Jang Da Yeon (장다연), graduée le 30 juillet 2013
- Kana Mashiro (真城佳奈, Mashiro Kana?), graduée le 21 octobre 2013
- Rie Kaneko (金子りえ, Kaneko Rie?), graduée le 14 décembre 2013
- Fuyuka Kosuga (小数賀芙由香, Kosuga Fuyuka?), graduée le 4 mai 2014, ancienne membre S/mileage
- Karen Tanaka (田中可恋, Tanaka Karen?), graduée le 1er septembre 2014
- Hirona Ooura (大浦央菜, Ooura Hirona?), graduée le 1er septembre 2014
- Nanami Tanabe (田邉奈菜美, Tanabe Nanami?), graduée le 4 novembre 2014
- Kurumi Yoshihashi (吉橋くるみ, Yoshihashi Kurumi?), graduée le 4 novembre 2014
- Kana Mikame (三瓶海南, Mikame Kana?), graduée le 26 février 2015
- Kana Saito (斎藤夏奈, Saito Kana?), graduée le 30 avril 2015
- Honoka Okamoto (岡本帆乃花, Okamoto Honoka?), graduée le 6 novembre 2015
- Miu Takemura (竹村未羽, Takemura Miu?), graduée le 24 mars 2016
- Yumei Yokogawa (横川夢衣, Yokogawa Yumei?), graduée le 28 juillet 2016
- Nagisa Hashimoto (橋本渚, Hashimoto Nagisa?), graduée le 28 juillet 2016
- Momoko Shimano (島野萌々子, Shimano Momoko?), graduée le 28 juillet 2016
- Rion Nakano (仲野りおん, Nakano Rion?), graduée le 28 juillet 2016
- Marie Yoshida (吉田真理恵, Yoshida Marie?), graduée le 6 mars 2017
- Sayaka Goto (後藤咲香, Goto Sayaka?), graduée le 9 février 2018
- Momoko Hashimoto (橋本桃呼, Hashimoto Momoko?), graduée le 23 avril 2018
- Hikaru Inoue (井上ひかる, Inoue Hikaru?), graduée le 29 mai 2018
- Kizuki Horie (堀江葵月, Horie Kizuki?), graduée le 24 août 2018
- Mizuki Kanatsu (金津美月, Kanatsu Mizuki?), graduée le 24 août 2018
- Kurumi Noguchi (野口胡桃, Noguchi Kurumi?), graduée le 1er novembre 2018
- Marina Hibi (日比麻里那, Hibi Marina?), graduée le 1er novembre 2018
- Rena Doi (土居麗菜, Doi Rena?), graduée le 1er novembre 2018
- Sakiko Kodama (児玉咲子, Kodama Sakiko?), graduée le 16 janvier 2019
- Mei Kusunoki (楠萌生, Kusunoki Mei?), graduée le 2 avril 2019
- Kotomi Ono (小野琴己, Ono Kotomi?), graduée  le 26 juillet 2019
- Anna Shutto (出頭杏奈, Shutto Anna?), graduée le 26 juillet 2019
- Ruru Kanemitsu (金光留々, Kanemitsu Ruru?), graduée le 29 décembre 2019
- Ichigo Yamada (山田苺, Yamada Ichigo?), graduée le 23 avril 2021
- Karin Maeshima (前島花凛, Maeshima Karin?), graduée le 23 mai 2022
- Soara Kawano (河野空愛, Kawano Soara?), graduée le 22 octobre 2024
- Toa Makino (牧野永愛, Makino Toa?), graduée le 23 mai 2025

## Groupes
Groupes du H!P Egg transférés au Hello! Project
- S/mileage (depuis 2009), transféré au H!P en 2010
- Juice=Juice (depuis 2013), transféré au H!P en 2013
- Country Girls (depuis 2014), transféré au H!P en 2014
- Kobushi Factory (depuis 2015), transféré au H!P en 2015
- Tsubaki Factory (depuis 2015), transféré au H!P en 2017

Groupes inactif
- Tomoiki Ki wo Uetai (2005-2008)
- Shugo Chara Egg! (2008-2010)
- MilkyWay (2008-2009)
- High-King (2008-2009)
- Shin Mini Moni (2009)
- ZYX (2009)
- Aa! (2009)

Groupes avec des ex-eggs
- V-u-den (2004-2009)
- °C-ute (2006-2009)
- Morning Musume (2007 -2010, depuis 2011)
- THE Possible (2006-2018), transféré hors du H!P chez TNX en octobre 2007
- Ongaku Gatas (2007-2010), transféré hors du H!P chez Up-Front en mars 2009
- UP UP Girls (Kari) (anciennement Up-Front Girls) (depuis 2011)
- S/mileage (depuis 2009)
- Juice=Juice (depuis 2013)
- Country Girls (2014-2019)
- Kobushi Factory (2015-2020)
- Tsubaki Factory (depuis 2015)
- BEYOOOOONDS (depuis 2017)
- OCHA NORMA (depuis 2021)
- Rosy Chronicle (depuis 2023)

## Discographie
Singles
- 23 septembre 2012 : Kanojo ni Naritai!!! (彼女になりたいっ!!!) (Karin Miyamoto, Nanami Tanabe, Natsumi Taguchi, Ayano Hamaura, Aina Otsuka)
- 8 juin 2013 : Ten Made Nobore! (天まで登れ!)
- 26 février 2014 : Oheso no Kuni Kara Konnichiwa / Ten Made Nobore! (おへその国からこんにちは/天まで登れ!)

Singles Digitals
- avril 2006 : Sora ga Aru (空がある) (Mirei Hashida, Robin Shōko Okada, Sayaka Kitahara, Kanon Fukuda)

Album
- décembre 2014 : (1) Let's say "Hello!

## Liens
- (ja) Site officiel
- (ja) Youtube officiel